# 比弗 (堪薩斯州)
比弗（英語：Beaver）為位在美國堪薩斯州巴頓縣的非建制地區。該地區海拔高度587（1,926英尺）。

## 歷史
比弗的郵政局於1919年設立，之後持續營運直到1992年結束。